# Sesto (Ellesponto)

Posizione di Sesto nell'Ellesponto

Sesto (in greco antico: Σηστός?, Sestós) è un'antica città del Chersoneso Tracico, situata nel punto più stretto dell'Ellesponto, di fronte ad Abido. La sua posizione strategica la rese un importante punto di approvvigionamento durante l'antichità, sulla rotta dello stretto.

## Storia
Secondo Erodoto (VII, 33), la città fu fondata dagli Eoli. Probabilmente si trattava di coloni provenienti da Lesbo che fondarono Sesto intorno al 600 a.C. È famosa per la leggenda di Ero e Leandro, ad essa associati. Nel VI secolo a.C. era un possedimento dell'impero achemenide. 
A Sesto fu realizzato il famoso ponte di barche che Serse volle realizzare nel 481 a.C., all'inizio della II guerra persiana per collegare l'Asia all'Europa. 
Dopo la Battaglia di Micale del 479 a.C., Atene assediò la città, espugnandola dopo un inverno.
Nel 334 a.C. il grosso delle forze di Alessandro Magno, diretto alla conquista del regno achemenide, si imbarcò nel porto di Sesto. Fu poi conquistata nel 201 a.C. da Filippo V di Macedonia durante la sua campagna tracica contro Attalo I di Pergamo.
La città conservò un ruolo importante in epoca romana, almeno fino a quando Costantinopoli diventò la nuova capitale; da quel momento Sesto conobbe un rapido declino.